# 兹沃勒
兹沃勒（荷蘭語：[ˈzʋɔlə] ⓘ）是位于荷兰东部上艾瑟尔省的一座城市和市镇，也是该省的首府，人口約13萬。目前是上艾瑟尔省的第二大城市，僅次於恩斯赫德。

## 歷史
兹沃勒建城於西元8世紀，1230年取得城市權，1294年加入漢薩同盟。其黃金時代出現在15世紀。 城市作為來自波羅的海的沙岩、魚貨和穀物的轉運站而興起。
目前，兹沃勒依然是荷蘭重要的水陸運輸樞紐。

## 名稱
名稱Zwolle源自單詞Suolle，意為“山丘”。